# قرار مجلس الأمن التابع للأمم المتحدة رقم 1769
قرار مجلس الأمن التابع للأمم المتحدة 1769، الذي اتخذ بالإجماع في 31 يوليو 2007، بعد إعادة تأكيد جميع القرارات بشأن الوضع في السودان، أنشأ المجلس العملية المشتركة للاتحاد الأفريقي والأمم المتحدة في دارفور (UNAMID) في محاولة لإنهاء العنف في دارفور لفترة أولية اثني عشر شهرا.
بعد رفض مسودة النسخة الأولى التي تضمنت التهديد بفرض عقوبات، وافق السودان على قبول قرار ثان لا يتضمن التهديدات بالعقوبات التي وصفها بأنها «خطوة في الاتجاه الصحيح».

## القرار

### أعمال
وبهدف دعم اتفاقية سلام دارفور، أنشأ مجلس الأمن العملية المختلطة لفترة أولية مدتها اثني عشر شهرا. وتتألف من قوات الأمم المتحدة وبعثة الاتحاد الأفريقي في السودان، التي يبلغ عددها 555 19 جنديا، بما في ذلك 360 مراقبا عسكريا وضباط اتصال، و3772 من أفراد الشرطة، بما في ذلك 19 وحدة شرطة من 140 ضابطا. وطُلب من جميع الأطراف التعاون في نشر العملية المختلطة.
كانت عملية حفظ السلام ترصد حظر توريد الأسلحة الساري منذ القرار 1556 (2004). وباستخدام «جميع الوسائل اللازمة» بموجب الفصل السابع من ميثاق الأمم المتحدة، صدرت تعليمات للبعثة أيضا بحماية المدنيين وعمال الإغاثة ونفسها من الهجوم ولدعم تنفيذ اتفاق سلام دارفور.
وشدد القرار على عدم وجود حل عسكري للصراع في دارفور. كانت هناك حاجة للتركيز على المبادرات التنموية مثل إعادة الإعمار والتنمية والتعويضات وعودة النازحين داخليًا لإحلال السلام في دارفور.
وأخيرًا، طُلب إلى الأمين العام بان كي مون تقديم تقرير عن الحالة كل 90 يوما، بما في ذلك الحالة على أرض الواقع وتنفيذ عملية السلام.

## روابط خارجية
- نص القرار في undocs.org
- موقع UNAMID